# YPF
YPF (afkorting van Yacimientos Petrolíferos Fiscales) is een Argentijnse verticaal geïntegreerde energiemaatschappij. De onderneming is actief in de hele keten van het zoeken en winnen van aardolie en aardgas, het transport, raffinage en uiteindelijke verkoop aan klanten. De onderneming werd in 1922 opgericht en sinds 2012 is de meerderheid van de aandelen in handen van de Argentijnse overheid.

## Activiteiten
YPF is een verticaal geïntegreerd olie- en gasbedrijf. Veruit de meeste activiteiten zijn in Argentinië en de buitenlandse activiteiten zijn zeer beperkt. Van de totale binnenlandse productie is het aandeel van YPF zo'n een derde van zowel olie als gas. In 2023 werd 514.000 vaten olie-equivalent geproduceerd, min of meer gelijk verdeeld over olie en gas. De belangrijkste olie- en gasprovincies zijn Neuquén en de provincies grenzend aan de San Jorgegolf.
In Nueguén is een groot schalie-olieveld aangetoond. Het veld heeft de naam Vaca Muerta, hetgeen Spaans is voor "dode koe". In 2011 meldde de voormalige partner Repsol hier een olie- en gasvondst van 1 miljard BOE. Voor YPF is de productie van schalie-olie sterk gestegen, in 2019 was het aandeel nog 18%, maar in 2023 was dit aandeel gestegen tot 46% van de totale olieproductie. Per eind 2023 waren de bewezen olie- en gasreserves 1072 miljoen vaten olie-equivalent groot, waarvan 71% in schalie.
YPF beschikt over drie raffinaderijen met een capaciteit van 328.000 vaten per dag, dit is ongeveer de helft van de capaciteit in heel Argentinië. De grootste van deze drie en van het land is de La Plata raffinaderij op circa 60 kilometer van de hoofdstad met een capaciteit van 189.000 vaten per dag. Het heeft een belang van 50% in een kleine raffinaderij in de provincie Salta. Veel van eigen olieproductie wordt in deze raffinaderijen verwerkt en ze zijn met pijplijnen verbonden voor de aanvoer van ruwe olie en de afvoer van olieproducten.
Er is een distributienetwerk van ruim 1600 benzinestations, waarvan iets 157 in eigendom zijn van YPF. Op de binnenlandse markt heeft YPF daarmee een marktaandeel van meer dan 50%.
Verder heeft YPF belangen in een gasterminal in Escobar, waar lng wordt ontvangen en als aardgas via pijplijnen naar de klanten wordt getransporteerd. Tot slot produceert de onderneming petrochemische producten en  elektriciteit.
De aandelen van het bedrijf staan genoteerd in New York en in Argentinië op de Bolsa de Comercio de Buenos Aires. Het aandeel maakt onderdeel uit van de MERVAL, de belangrijkste aandelenindex van het land.

### Resultaten
| Jaar | Omzet    | Bedrijfs- resultaat | Netto- resultaat | Productie (× miljoen BOE) | Bewezen reserves (× miljoen BOE) | Werknemers (jaarultimo) |
| ---- | -------- | ------------------- | ---------------- | ------------------------- | -------------------------------- | ----------------------- |
| 2011 | 56.211   | 7188                | 4445             | -                         | -                                | -                       |
| 2012 | 46.174   | 7903                | 3902             | 167                       | -                                | 15.782                  |
| 2013 | 90.133   | 11.160              | 5079             | 169                       | -                                | 17.747                  |
| 2014 | 141.942  | 19.742              | 8849             | 191                       | 1212                             | 22.032                  |
| 2015 | 156.136  | 16.588              | 4426             | 190                       | 1226                             | 22.025                  |
| 2016 | 210.100  | –24.246             | –28.379          | 190                       | 1113                             | 19.257                  |
| 2017 | 252.813  | 16.073              | 12.672           | 187                       | 929                              | 19.072                  |
| 2018 | 435.820  | 43.780              | 38.606           | 179                       | 1080                             | 21.314                  |
| 2019 | 678.595  | –21.012             | –33.379          | 187                       | 1073                             | 22.932                  |
| 2020 | 669.186  | –58.397             | –71.017          | 176                       | 922                              | 20.298                  |
| 2021 | 1271.330 | 58.170              | –808             | 162                       | 1143                             | 21.321                  |
| 2022 | 2526.466 | 297.616             | 290.264          | 173                       | 1187                             | 23.471                  |
| 2022 | 18.757   | 2482                | 2316             |                           |                                  |                         |
| 2023 | 17.311   | −1248               | −1498            | 179                       | 1072                             | 25.711                  |
| 2024 | 19.293   | 1480                | 2817             | 186                       | 1096                             | 25.877                  |

## Geschiedenis
De eerste poging om in Argentinië olie aan te boren was in 1865 in de noordelijk provincie Jujuy. Het was niet succesvol evenals vele andere pogingen. Hierin kwam verandering in december 1907, toen werd olie ontdekt in het zuiden van Argentinië nabij de havenplaats Comodoro Rivadavia. De overheid kwam in actie en reserveerde grote stukken land om naar olie te zoeken. Tussen 1906 en 1917 werd bijna alle ruwe olie in het land door de staat geproduceerd. De handel in geraffineerde olieproducten was echter volledig in handen van private oliemaatschappijen waarbij het Amerikaanse Standard Oil een hoofdrol speelde. Tijdens de Eerste Wereldoorlog kampte Argentinië met olietekorten, aardolie en olieproducten gingen naar de strijdende partijen in Europa.
Yacimientos Petrolíferos Fiscales werd op 3 juni 1922 opgericht door president Hipólito Yrigoyen. In het eerste jaar van de onderneming produceerde het driekwart van alle ruwe aardolie in het land en dit was voldoende om voor een kwart in de totale binnenlandse vraag naar olie te voorzien. In 1925 volgde de eerste raffinaderij in Ensenada bij de hoofdstad Buenos Aires. In 1928 werd een poging gedaan een groot deel van de oliesector te nationaliseren, maar dit plan kon niet op een meerderheid rekenen. In het jaar 1929 produceerde YPF 5,5 miljoen vaten, ondanks de stijging was de productie van internationale oliemaatschappijen als Esso en Royal Dutch Shell nog sterker gestegen en was het aandeel in de binnenlandse productie gedaald naar 58%, maar het aandeel in de totale verkopen was gestegen naar een derde.
Tijdens de Tweede Wereldoorlog maakte de productie een belangrijke groei door en in 1945 lag de productie al op 15 miljoen vaten. In de oorlog liep de import van olieproducten terug, om dezelfde reden als in het Eerste Wereldoorlog, en in 1943 had YPF bijna 70% van deze markt in handen. Aardgas was ook in grote hoeveelheden aangetoond door YPF. President Juan Perón richtte Gas del Stato op om het gas wat bij de productie van olie vrijkwam te gebruiken waarmee het affakkelen werd beperkt. In 1955 lag de olieproductie op 55 miljoen vaten, gelijk aan 84% van het totaal. De consumptie steeg nog sneller en een groter deel van het totale verbruik werd gedekt door importen. In 1957 bestond een kwart van alle importen uit olie en olieproducten met een groot tekort op de handelsbalans tot gevolg.
President Arturo Frondizi kwam in 1958 met een programma om de productie sterk te verhogen waarmee Argentinië volledig in de eigen behoefte van olie zou kunnen voorzien. Buitenlandse maatschappijen werden uitgenodigd om naar olie te zoeken tegen aantrekkelijke voorwaarden. YPF profiteerde ook van de maatregelen en investeerde meer. In 1962 was de olieproductie verdrievoudigd naar 98 miljoen vaten en ondanks de sterk gestegen vraag was het aandeel van importolie gedaald naar een zesde van de binnenlandse consumptie.
In 1963 kreeg het land een nieuwe president, Arturo Illia, die het roer omgooide. Contracten met buitenlandse maatschappijen werden verbroken en veel verlieten het land. Dit viel samen met de ontdekking van een groot olieveld, Puesto Hernández, in Neuquén. Tussen 1965 en 1968 steeg de productie van YPF met 50% naar 95 miljoen vaten.
In 1973 kwam de oud-president Juan Perón weer aan de macht. Onder politieke druk nam het aantal werknemers van YPF in korte tijd met 20.000 toe tot 53.000 in 1976. De oliecrisis van 1973 leidde tot fors hogere olieprijzen en een sterke toename van de kosten van de olie-importen. YPF raakte in de moeilijkheden. In maart 1976 was er een staatsgreep, onder leiding van junta-leider en dictator Jorge Videla en ze grepen fors in met een forse daling van de werkgelegenheid en een stijging van de olieproductie tot gevolg. In 1979 was de werkgelegenheid binnen YPF gedaald naar 35.000. Ondanks deze kortstondige successen had YPF verder zwaar te lijden onder het militaire regime. De verkoopprijzen werden laag gehouden om de inflatie te beheersen, ze moest hoge belastingen betalen en veel staatsbedrijven kochten olieproducten van YPF maar betaalden zelden de rekeningen. Corruptie speelde ook een grote rol bij het financieel uithollen van het oliebedrijf.
Na het vertrek van het politieke toneel van de militairen begon Carlos Menem met een groot privatiseringsprogramma. In 1993 werd een minderheidsbelang van de aandelen YPF verkocht aan buitenlandse investeerders en kregen de aandelen een notering aan de New York Stock Exchange. Het bedrijf was voor de beursintroductie fors gereorganiseerd, het aantal werknemers was gedaald naar 10.600 en veel schulden bleven bij de overheid achter.
In 1999 werd het bedrijf gekocht door het Spaanse Repsol. De combinatie ging verder als Repsol YPF, waarbij YPF 40% van de reserves en zo’n 50% van de productie van het nieuwe bedrijf inbracht. Tussen 2000 en 2007 had Repsol bijna alle aandelen in handen. In 2007 en 2011 nam Repsol afscheid van een deel van de aandelen in YPF, maar behield uiteindelijk een meerderheidsbelang van 57% in YPF.
In april 2012 maakte het Argentijnse regering onder president Cristina Fernández de Kirchner bekend YPF te renationaliseren door 51% van de aandelen van YPF in handen te krijgen. Argentinië kampte met economische problemen en had de energieprijzen laag gehouden om de inflatie te beheersen. Vanwege deze lage binnenlandse energieprijzen waren de investeringen in het zoeken naar en winnen van aardolie en aardgas in Argentinië beperkt geweest. De regering wil met deze nationalisatie de eigen olieproductie stimuleren. Na twee jaar onderhandelen bereikten regering en Repsol in mei 2013 een overeenkomst. Ondanks een eis van een schadevergoeding van US$ 10,5 miljard accepteerde het bestuur van Repsol een tegenbod van US$ 5 miljard in obligaties. In 2012 schrapte het Spaanse oliebedrijf de toevoeging YPF van de bedrijfsnaam. In mei 2014 had Repsol alle Argentijnse obligaties verkocht en ook het resterende aandelenbelang in YPF.
Begin 2014 kocht YPF de olie- en gasbelangen van Apache Corporation in het land voor US$ 852 miljoen. Met de overname namen de olie- en gasreserves van YPF met zo’n 14% toe en de gasproductie met ongeveer 15%. Met de koop gingen ook 350 werknemers over naar YPF.
Medio 2013 werd Chevron Corporation een belangrijke partner bij de ontwikkeling van het schalieveld Vaca Muerta. Chevron heeft tot eind 2014 zo’n US$ 1,2 miljard geïnvesteerd in het veld. YPF produceert er al 10.000 BOE per dag en de twee streven naar 1500 extra putten in 2017 en daarmee een productie van 50.000 vaten per dag.
In september 2023 veroordeelde een Amerikaanse rechter de Argentijnse regering tot een betaling van US$ 16,1 miljard. De rechtszaak werd in 2015 aangespannen door YPF grootaandeelhouders, de Argentijnse familie Eskenazi via Petersen Energia Inversora en Petersen Energía, en Eton Park. Burford Capital voerde het proces in ruil voor een deel van de schadevergoeding. Volgens de Amerikaanse rechter Loretta Preska heeft de regering in 2012 de belangen van de minderheidsaandeelhouders ernstig benadeeld en hieruit volgde de veroordeling. De betaling bestaat voor US$ 8,4 miljard uit schadevergoedingen en US$ 7,6 miljard uit rente. Toen YPF in 1993 werd geprivatiseerd legde de regering contractueel vast dat nationalisatie alleen mogelijk zou zijn, via een bod op alle aandelen en niet op een deel. In 2012 kreeg alleen Repsol een aanbod en de overige aandeelhouders niet. Voor YPF heeft de uitspraak geen direct gevolg, maar wel voor de Argentijnse regering die in zware financiële moeilijkheden verkeerd.